# Haplogonaria sophiae
Haplogonaria sophiae är en plattmaskart som beskrevs av Hooge och Rocha 2006. Haplogonaria sophiae ingår i släktet Haplogonaria och familjen Haploposthiidae. Inga underarter finns listade i Catalogue of Life.